# Gambara
Gambara (Gàmbera in dialetto bresciano) è un comune italiano di 4 730 abitanti della provincia di Brescia in Lombardia.
Il territorio comunale confina con Gottolengo e Fiesse, anch'essi appartenenti alla provincia di Brescia, e con Ostiano e Volongo, appartenenti alla provincia di Cremona. Gambara è un centro agricolo con diverse fabbriche.

## Geografia fisica
Il suo territorio è delimitato dai fiumi Mella e Chiese, tributari del vicino fiume Oglio. Il paese sorge inoltre sul lato destro del fiume Gambara.

## Storia
Le lande della Bassa Bresciana sono inquadrabili in età storica come zona di occupazione dei Cenomani. La cultura di questo popolo nasce dalla mescolanza di guerrieri, provenienti dall'Europa centro-orientale che si vanno a sovrapporre a gruppi indoeuropei dalla tarda età del Bronzo. Da quest'ultima evoluzione, all'inizio della tarda età del Ferro (XI a.C.), nasce appunto la cultura di Hallstatt nell'Europa centrale alla quale farà seguito nella seconda età del Ferro (VI-I a.C.) la cultura di La Tène della quale faranno parte i Celti.
Il territorio di Gambara fu intensamente abitato fin dall'epoca romana, come testimoniano numerosi ritrovamenti archeologici.
Nel X secolo le terre di Gambara appartenevano all'abbazia che aveva sede nel vicino comune di Leno, i monaci benedettini della Badia ne bonificarono le terre ricoperte da fitte paludi, rendendo coltivabili le zone attorno al paese. Nel 1154 il paese venne ceduto al vescovato di Brescia. Più tardi, attorno al 1240 transitò qui l'imperatore Federico II, diretto contro la vicina città di Cremona, dalla quale Gambara dista 25 chilometri.
Poi, il comune passò sotto il controllo dei nobili Gambara e divenne teatro di combattimenti e di conquiste, come avvenne nel 1516, periodo nel quale si scontrarono veneziani e francesi contro Massimiliano d'Asburgo. Entrata a far parte dei possessi della repubblica di Venezia insieme a tutto il Bresciano, Gambara divenne sede di vicariato.
Terminata la Seconda guerra mondiale, ai vecchi mestieri tradizionalmente agricoli iniziarono ad affiancarsi attività industriali.

### Simboli
Lo stemma, privo di concessione ufficiale, è liberamente adottato e usato dal Comune.
Il gonfalone è un drappo partito di rosso e di bianco.

## Monumenti e luoghi d'interesse

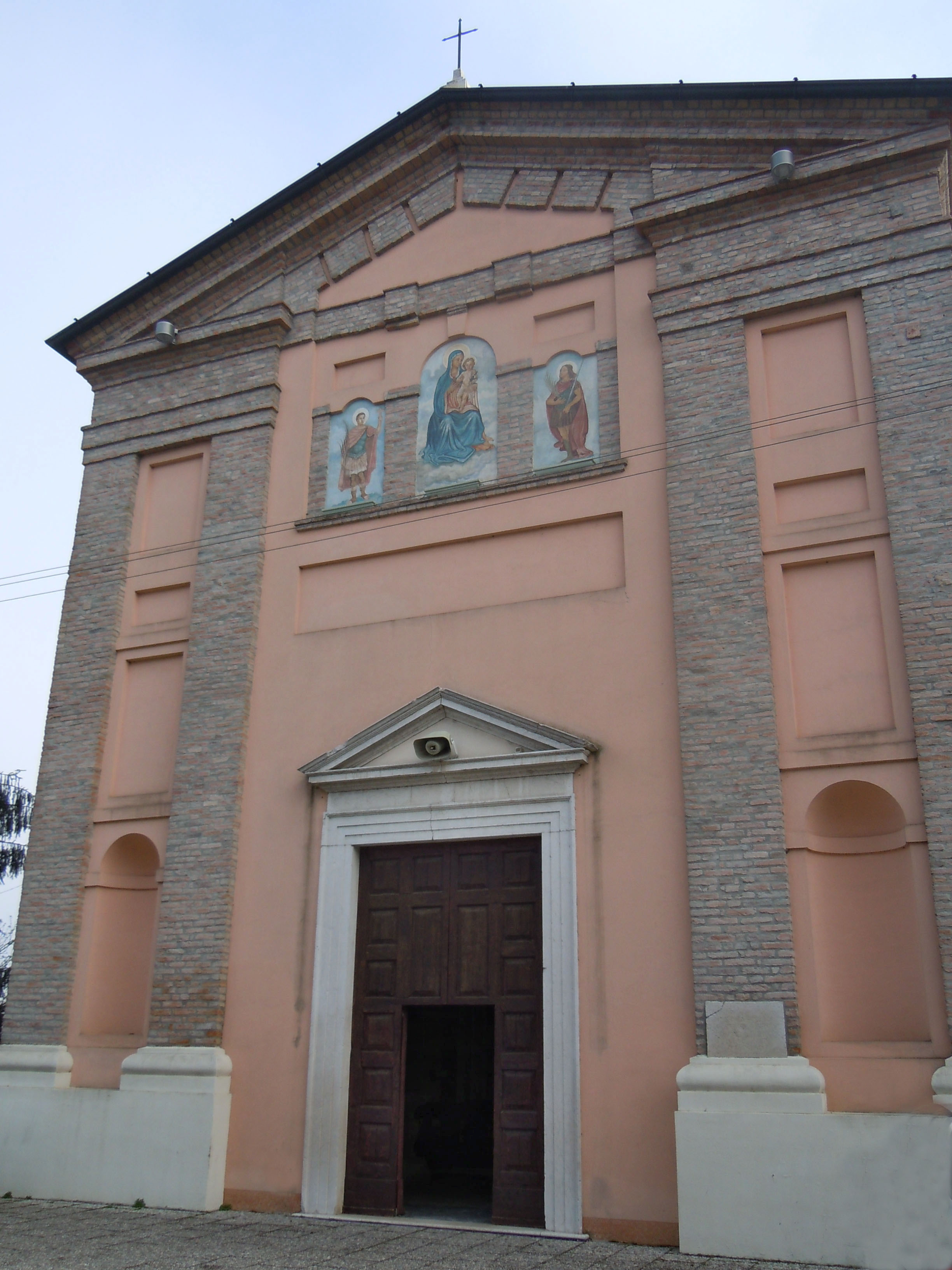
Chiesa Madonna della Neve

- L'imponente chiesa parrocchiale dedicata ai santi Pietro e Paolo fu costruita nel 1595. Segue lo stile barocco: è composta da una facciata a due ordini, ornati da lesene di particolare pregio; ai lati della finestra e del portale si trovano due nicchie che custodiscono al loro interno due dipinti di grande valore.

All'interno, nel catino dell'abside, un affresco raffigurante Cristo Re con angeli e, nel soffitto del presbiterio, un tondo raffigurante San Pietro che riceve le chiavi, opera del 1933 di Guido Antonio Margoni di Asola, che, con i fratelli Enrico e Renzo costituì una delle ultime compagini di pittori "frescanti" in Lombardia.
- Un'altra piccola meraviglia gambarese è la chiesa della Madonna della Neve, edificio fondato nel 1504, conserva al suo interno varie opere d'arte. Nel corso degli anni ‘90, il pittore gambarese Franco Salami ha realizzato i stupendi affreschi osservabili sulla facciata frontale della chiesa. Altri edifici di un certo rilievo sono la chiesa del Suffragio, e il Castello, situato accanto alla chiesa della Madonna della Neve, le cui origini risalgono al XIV-XV secolo. Noto è pure Palazzo Mazzarani, costruito nel XVI secolo dall'omonima famiglia, un tempo stirpe di facoltosi commercianti e in seguito spostatasi nel milanese.

## Società

### Evoluzione demografica
Abitanti censiti

### Lingue e dialetti
Nel territorio di Gambara, accanto all'italiano, è parlato il dialetto bresciano appartenente al gruppo orientale dei dialetti lombardi.

## Cultura

### Eventi
- 17 gennaio: Falò di San Antonio.
- 1ª domenica di primavera: Fiera di San Giuseppe.
- 4 maggio: Festa patronale di San Gottardo.
- 5 agosto: Madonna della neve.
- 8 dicembre: Festa di santa Lucia

## Corvione
Nel territorio è presente un'unica frazione, Corvione, oltre a diversi cascinali.

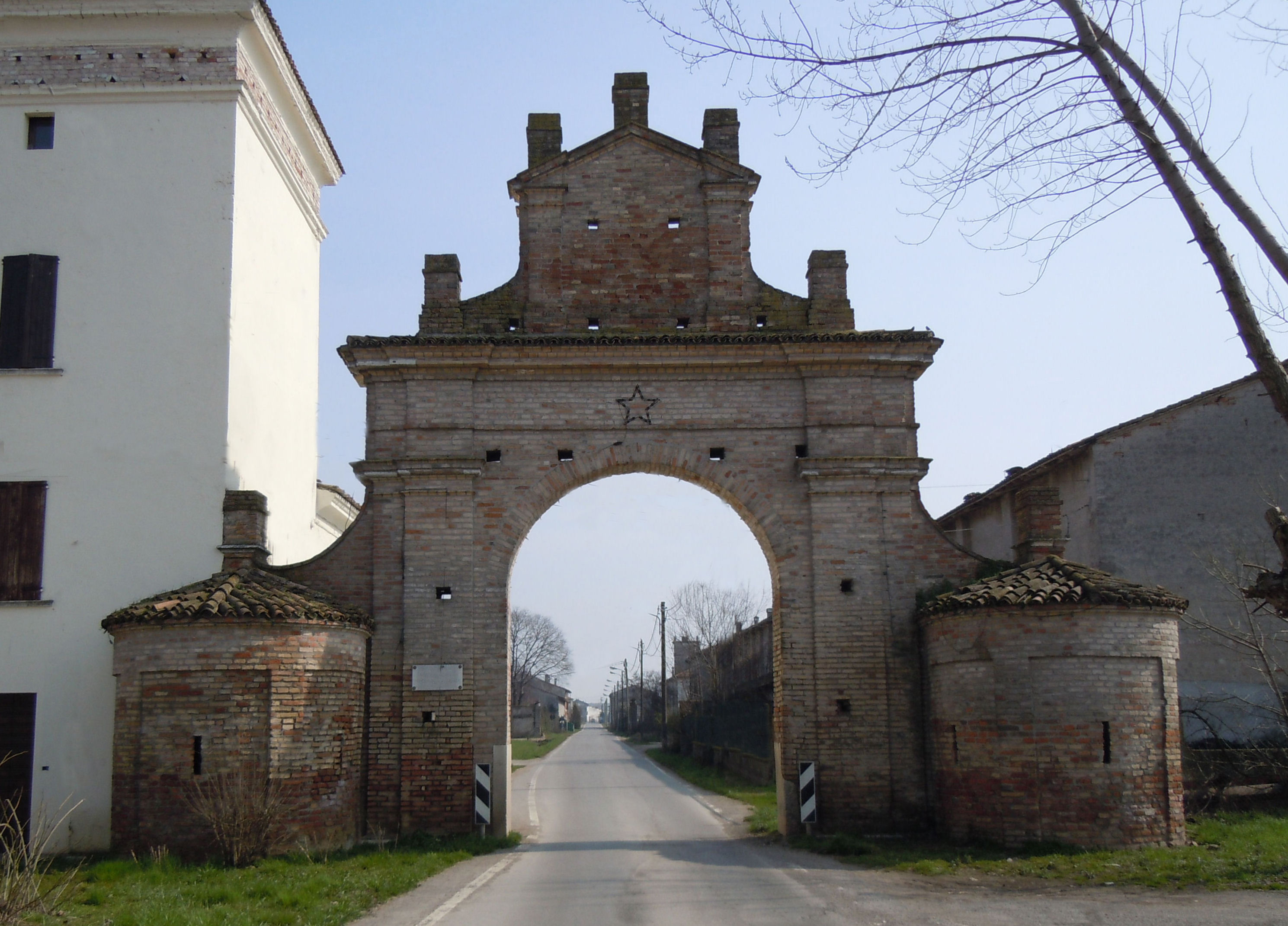
Corvione, porta di ingresso

La frazione di Corvione, è divenuta famosa per l'arco tardo settecentesco e per l'aristocratico palazzo della famiglia Gambara, sempre dello stesso stile architettonico.
L'antica origine di Corvione è testimoniata e legata al ritrovamento di una lapide, dietro la quale è stata costruita un'antica leggenda, secondo la quale alcuni sacerdoti romani avrebbero seppellito, al disotto di un tempio, un tesoro, costituito da una capra d'oro e da molte monete. Il tesoro non è mai stato trovato, ma oggi la capra d'oro così come l'arco settecentesco, sono ormai divenuti il simbolo di Corvione.

## Amministrazione
| Periodo        | Periodo        | Primo cittadino       | Partito                             | Carica           | Note  |
| -------------- | -------------- | --------------------- | ----------------------------------- | ---------------- | ----- |
| 24 aprile 1995 | 14 giugno 2004 | Emma Barozzi          | lista civica (PPI poi L'Ulivo)      | Sindaco          |       |
| 14 giugno 2004 | 8 giugno 2009  | Roberto Arturi        | lista civica (UDC)                  | Sindaco          |       |
| 8 giugno 2009  | 26 maggio 2014 | Tiziana Panigara      | Il Popolo della Libertà-Lega Nord   | Sindaco          |       |
| 26 maggio 2014 | 27 maggio 2019 | Ferdinando Lorenzetti | lista civica (PD)                   | Sindaco          |       |
| 27 maggio 2019 | 2 agosto 2020  | Franco Stringhini     | lista civica (FI)                   | Sindaco          | [ 8 ] |
| 2 agosto 2020  | 4 ottobre 2021 | Simone Gibellini      | lista civica (FI)                   | Vicesindaco f.f. |       |
| 4 ottobre 2021 | in carica      | Tiziana Panigara      | Forza Italia-Lega-Fratelli d'Italia | Sindaco          |       |

## Infrastrutture e trasporti
Fra il 1914 e il 1932 Gambara rappresentò il capolinea orientale dell'omonima diramazione della tranvia Brescia-Ostiano.